# Gentiana delavayi
Gentiana delavayi är en gentianaväxtart som beskrevs av Adrien René Franchet. Gentiana delavayi ingår i släktet gentianor, och familjen gentianaväxter. Inga underarter finns listade i Catalogue of Life.